# Stone Cold Steve Austin
Steve Austin (né Steven James Anderson le 18 décembre 1964, plus tard appelé Steven James Williams), plus connu sous le nom de Stone Cold Steve Austin, est un catcheur, acteur et producteur américain connu pour son travail à la World Wrestling Federation / Entertainment de 1996 à 2003.
Steve Austin commence sa carrière de catcheur sous le nom de "Stunning" Steve Austin à la World Championship Wrestling de 1991 à 1995. Après un bref passage à la Extreme Championship Wrestling, il signe un contrat à la World Wrestling Federation où il prend le nom de Ringmaster. Devenant plus tard Stone Cold Steve Austin, il gagne une énorme popularité grâce à son personnage d'antihéros audacieux, vulgaire, alcoolique qui défie sans cesse l'autorité de son patron, Vince McMahon,. Steve Austin deviendra la tête d'affiche, à la manière d'Hulk Hogan dans les années 1980, de l'ère Attitude, une période dorée pour la WWF s'étalant de 1997 à 2001. Il a notamment créé le chant « What ? ». De nombreuses personnalités du catch, dont Vince McMahon, ont déclaré que Steve Austin est la plus grande célébrité que la WWE ait connu, à tel point que sa popularité a dépassé celle d'Hulk Hogan,,,,.
Au cours de sa carrière, Steve Austin a remporté 19 championnats, et notamment six fois le championnat du monde de la WWF, deux fois le championnat Intercontinental de la WWF, quatre fois le championnat par équipes de la WWF. Durant sa carrière à la WCW il remporta deux fois le championnat des États-Unis de la WCW, deux fois le championnat du monde de la télévision de la WCW, une fois le championnat du monde par équipes de la WCW et une fois le championnat du monde par équipes de la NWA. Il a aussi gagné le tournoi du King of the Ring en 1996, ainsi qu'être le seul et unique catcheur à avoir remporté trois fois le Royal Rumble, en 1997, 1998 et 2001. Il a aussi été déclaré champion du million de dollars par Ted DiBiase.
Steve Austin a également eu de nombreuses grandes rivalités notamment contre Vince McMahon et The Rock, qu'il a combattu à WrestleMania XV, X-Seven et XIX. Il est forcé de prendre sa retraite sportive en mars 2003 à cause de différentes blessures, notamment aux genoux et au cou. Pour le reste de 2003 et 2004 il sera le manager général, puis le Sheriff, de Raw. Depuis 2005, il apparaît occasionnellement dans les émissions de la WWE. Il est intronisé au temple de la renommée de la WWE en 2009.

## Jeunesse
Steven James Anderson naît à Austin au Texas, le 18 décembre 1964, de James et Berverly Anderson (née Harrison),. Il a trois frères prénommés Scott, Jeff et Kevin, et une sœur plus jeune prénommée Jennifer. Ses parents divorcent alors qu'il avait environ un an, sa mère déménage à Edna, en 1968, et épouse Ken Williams. Austin a adopté le nom de son beau-père, et plus tard, a légalement changé son nom en Steven James Williams. Son frère Kevin a moins d'un an de moins et Austin a émis l'hypothèse, dans son autobiographie, que leur père pourrait être parti parce qu'il ne pourrait pas s'occuper d'un autre enfant si tôt. Après avoir terminé ses études au lycée d'Edna, Austin a obtenu un bourse de football au Wharton County Junior College, suivi d'une bourse d'études complète à l'université de North Texas.

## Carrière de catcheur professionnel

### Débuts (1989-1991)
En 1989, Steve Austin est un simple résident du Texas qui gagne sa vie en déchargeant des camions, seul moyen pour lui de gagner sa vie car sa bourse d'études est épuisée depuis longtemps. C'est durant cette sombre période, qu'il se rend au Sportatorium de Dallas et assiste à un gala de catch qui met en vedette les Von Erich. Ce combat lui donne le goût d'essayer. Il est un fan de catch depuis sa tendre enfance mais n'a jamais songé à devenir lutteur professionnel. Ayant le déclic, il décide de tenter sa chance et s'inscrit à l'école de catch de Chris Adams.
Il commence sa carrière de lutteur tard à la fin des années 1980 au Texas. Il lutte sous son propre nom à cette époque, mais il se rend compte qu'on le confond souvent avec Steve "Dr Death" Williams. Il prend le nom de Steve Austin en 1990 sous les conseils de Dutch Mantell. Austin dit alors qu'il a reçu l'accord de l'acteur Lee Majors afin d'utiliser le nom « Steve Austin » qui se trouve être le nom du personnage que joue Majors dans la série télé L'Homme qui valait trois milliards dans les années 1970. Il travaille alors dans des petites fédérations comme la Continental Wrestling Association (CWA) et la United States Wrestling Association (USWA) et est accompagné par plusieurs managers comme sa femme Jeanie Clarke et Percy Pringle, le futur Paul Bearer.
Austin quitte l'USWA en 1990 et signe un contrat avec la World Championship Wrestling l'année suivante. C'est à cette époque qu'Austin prend le surnom de « Stunning » qui le suivra à la WCW.

### World Championship Wrestling (1991-1995)

#### Dangerous Alliance (1991-1992)
C'est en 1991 que "Stunning" Steve Austin fait son apparition à la WCW. Il y passera 5 ans, il se retrouvera par la suite sous la tutelle de Paul E. Dangerously. Il remporte la WCW World Television Championship le 23 mai 1992 (diffusée le 13 juin) contre Barry Windham dans un match de revanche à WCW Worldwide. Le second règne ne dura pas aussi longtemps que le 1er règne. Puisque Austin était en rivalité avec Ricky Steamboat et alors Paul E.Dangerously est intervenu dans quelques matchs entre les deux, la WCW a décidait de l’enfermer dans une cage et de la suspendre en dessus du ring. Cet affrontement aura lieu le 2 septembre 1992 à Clash of the Champions XX: 20th Anniversary qu'Austin perd. C'est la seconde fois consécutive qu'Austin perd son titre WCW World Television Championship de l'année 1992. Il forme ensuite une équipe avec Brian Pillman (The Hollywood Blondes) pour remporter le WCW World Tag Team Championship & le NWA World Tag Team Championship. L'année suivante il remporte le titre WCW United States Championship à deux reprises (contre Dustin Runnels puis Ricky Steamboat). Lors du WCW Fall Brawl 1994, il devait affronter Steamboat dans un match de revanche pour le titre U.S., mais Steamboat ne peut pas combattre à cause de sa blessure au dos à Clash of the Champions et donc finalement ce fut "Hacksaw" Jim Duggan qui remplaça et gagna le titre en 35 secondes. Par la suite, Steamboat fut viré par Bischoff et Austin continua sa rivalité avec Duggan en tentant de reprendre le titre U.S. à WCW Halloween Havoc 1994 (c'est la seconde fois qu'Austin catcha pour le titre U.S. dans ce pay-per-view), à WCW Clash Of The Champions XXIX et ensuite Austin fut blessé et c'est donc Leon White qui prendra sa place qui avait gagné au précédent Clash of the Champions contre Dustin Rhodes pour devenir no 1 au titre U.S. à Starrcade, 1994 que ce dernier gagnera.

### Extreme Championship Wrestling (1995)
En 1995, Austin se fait renvoyer par le vice-président de la WCW Eric Bischoff au téléphone, après avoir souffert d'une blessure au triceps, durant la tournée de la fédération au Japon ; Eric Bischoff et la WCW ne voient pas Austin comme un catcheur « vendeur ». Finalement, Austin est contacté par Paul Heyman de l'Extreme Championship Wrestling (ECW), Austin a une brève association avec la ECW, il en profite surtout pour développer ses talents au micro et pour parodier Eric Bischoff et Hulk Hogan. Ce passage à la ECW lui permet aussi de travailler avec Mick Foley.

### World Wrestling Federation/Entertainment (1995-2003)

#### The Ringmaster(1995-1996)
Austin signe en 1995 à la World Wrestling Federation (WWE maintenant). Vince McMahon lui donne la gimmick du "RingMaster", mais le personnage ne décolle pas. Il se rase le crâne, prend le nom de "Stone Cold" Steve Austin, et devient le protégé de Ted DiBiase, le Million Dollar Man, qui le nomme Million Dollar Champion. Austin possède donc la ceinture à un million de dollars, et remporte la plupart de ses matchs avec la prise d'endormissement Million Dollar Dream de DiBiase. Austin a une querelle avec Savio Vega qu'il bat à Wrestlemania XII. Ils se rencontrent de nouveau à Your House 8: Beware of Dog dans un Caribbean Strap Match que Vega remporte une première fois. Cependant, le match se déroulait quasiment dans le noir, à cause d'une coupure de courant due à un orage. Le match a à nouveau lieu deux jours plus tard, et DiBiase rajoute la stipulation qu'il quittera la WWF si Austin perd. C'est effectivement ce qui se passe : Savio Vega remporte le match, et Ted DiBiase, Sr. est viré (en réalité il était en instance de départ à la WCW). La querelle entre Austin et Vega prend fin avec ce match.

#### Ascension de "Austin 3:16" (1996-1997)

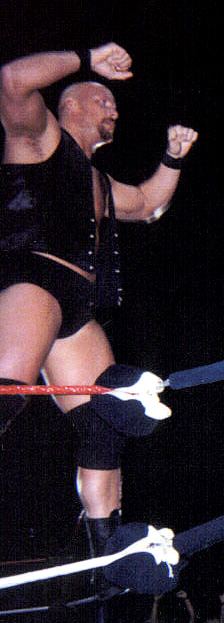
Stone Cold Steve Austin en 1996.

Après sa défaite, Austin déclare qu'il a fait exprès de perdre le match contre Savio Vega, pour se débarrasser de Ted DiBiase, Sr., qui, selon les dires d'Austin, ne lui servait à rien. Il remporte le tournoi King of the Ring 1996. C'est au cours de cet événement qu'il forge son personnage de "Stone Cold" et son célèbre "Austin 3:16" : d'abord, son match de demi-finale contre Marc Mero est très accroché, et reçoit de très bonnes critiques. Austin remporte le combat malgré une profonde coupure à la bouche, qui nécessite plusieurs points de suture. La finale du tournoi a lieu le soir même, et Austin n'a que faire de sa blessure, il se fait recoudre peu avant le combat. Enfin, dans la finale, Austin se montre impitoyable face à Jake "The Snake" Roberts, l'attaquant sur la blessure que Roberts avait subie aux mains de Vader dans l'autre demi-finale, au point que le président de la WWF Gorilla Monsoon doit interrompre momentanément le combat pour s'assurer que Jake peut continuer. Mais Austin ne montre aucune compassion, et remporte la finale et le tournoi avec le "Stone Cold Stunner".
À la fin du match, pendant la cérémonie de couronnement du King of the Ring, Austin lance quelques-unes des fameuses phrases qui l'ont rendu célèbre : depuis son retour Jake Roberts, devenu (réellement) catholique pratiquant, citait régulièrement des passages de la Bible et des évangiles, l'un d'eux étant Jean chapitre 3 verset 16 (en anglais John 3:16). Dans son interview d'après match, Austin lance à Jake, "Je viens de prouver que tu n'as plus ce qu'il faut [pour être à la WWF]. Tu t'assois là, tu lis ta Bible, et tu dis prières, et ça ne te mène nulle part. Tu parles de tes psaumes, tu parles de Jean 3:16... Austin 3:16 dit : "je viens de te botter le c** !". Dans un pays à majorité chrétienne pratiquante et où les termes vulgaires sont censurés, de tels propos feraient provocation... Mais Jim Ross dira plus tard que le lendemain, lors des enregistrements de RAW, la salle était remplie de pancartes "Austin 3:16". Cette phrase deviendra une des phrases les plus populaires de l'Ère Attitude non seulement verbalement, mais aussi en termes de vente de tee-shirts. À la fin de l'interview, Austin ajoute que dès qu'il en aura la chance, il sera le prochain champion du monde de la WWF, ponctuant par le non moins célèbre "and that's the bottom line... because Stone Cold said so !" (traduction approximative : "et c'est tout ce qui compte, parce que Stone Cold le dit !").
Débute ensuite une longue feud avec Bret Hart qui fait son retour en octobre 1996. Bret Hart bat Austin lors de Survivor Series 1996. Par la suite, lors d'une édition de RAW, Austin s'introduit par effraction dans le domicile de son ancien partenaire par équipe à la WCW : Brian Pillman, qu'il menacera avec un pistolet. La feud entre Bret Hart et Steve Austin reprend quant au Royal Rumble 1997, alors que Bret Hart avait éliminé Austin sans que les arbitres s'en aperçoivent, ce dernier remonte dans le ring et élimine Bret Hart pour gagner le match. Austin participe pour la première fois au main event d'un pay-per-view à In Your House 13: Final Four pour le WWF Championship laissé vacant par Shawn Michaels à cause de problèmes personnels. Lors de ce main event qui est un four-way match impliquant entre autres Bret Hart, Undertaker et Vader, Austin est éliminé après s'être blessé au genou. Contre toute attente, il intervient à la fin du match, faisant gagner à Bret Hart son quatrième titre de champion WWF. Cependant, lors du RAW du lendemain, la haine entre Bret Hart et Austin reprend de plus belle lorsque ce dernier fait perdre la ceinture au Hitman dans son match contre Sycho Sid qui devient ainsi champion de la WWF pour la seconde fois.
Bret Hart et Austin vont s'affronter à Wrestlemania 13 dans un No Disqualification Submission Match (déclaré match de l'année 1997 par le magazine PWI). En effet, alors que Ken Shamrock était l'arbitre spécial de ce match, aucun ne voulant perdre ce match, Bret Hart garde donc Austin dans son Sharpshooter pendant de longues minutes sans qu'il abandonne pour autant. C'est finalement par décision de l'arbitre que ce match prend fin alors qu'Austin avait perdu connaissance et avait la tête en sang. Ce match entraîne un double-turn (Austin devient babyface tandis que Hart sera un heel pro-canadien détesté de la foule). Austin prend sa revanche à RAW dans un match sans disqualification en blessant Bret Hart à la jambe quand il refuse de casser le Sharpshooter qu'il exécutait sur Bret Hart.
Après sa rivalité avec Bret Hart, il fait face à Undertaker pour le WWF Championship à In Your House 15: A Cold Day In Hell. Mais après lui avoir appliqué un Stunner, Brian Pillman arrive et distrait Austin, ce qui profite à Undertaker qui l'emporte grâce à un Tombstone Piledriver. Plus tard, alors qu'Austin détient le WWF World Tag Team Championship avec Shawn Michaels (ils avaient battu Owen Hart et The British Bulldog),ils s'affrontent au King of the Ring 1997, mais le match se termine par une double disqualification décidée par Earl Hebner après qu'Austin et Michaels aient frappé de nombreux arbitres.

#### Austin au sommet du catch (1997-1999)

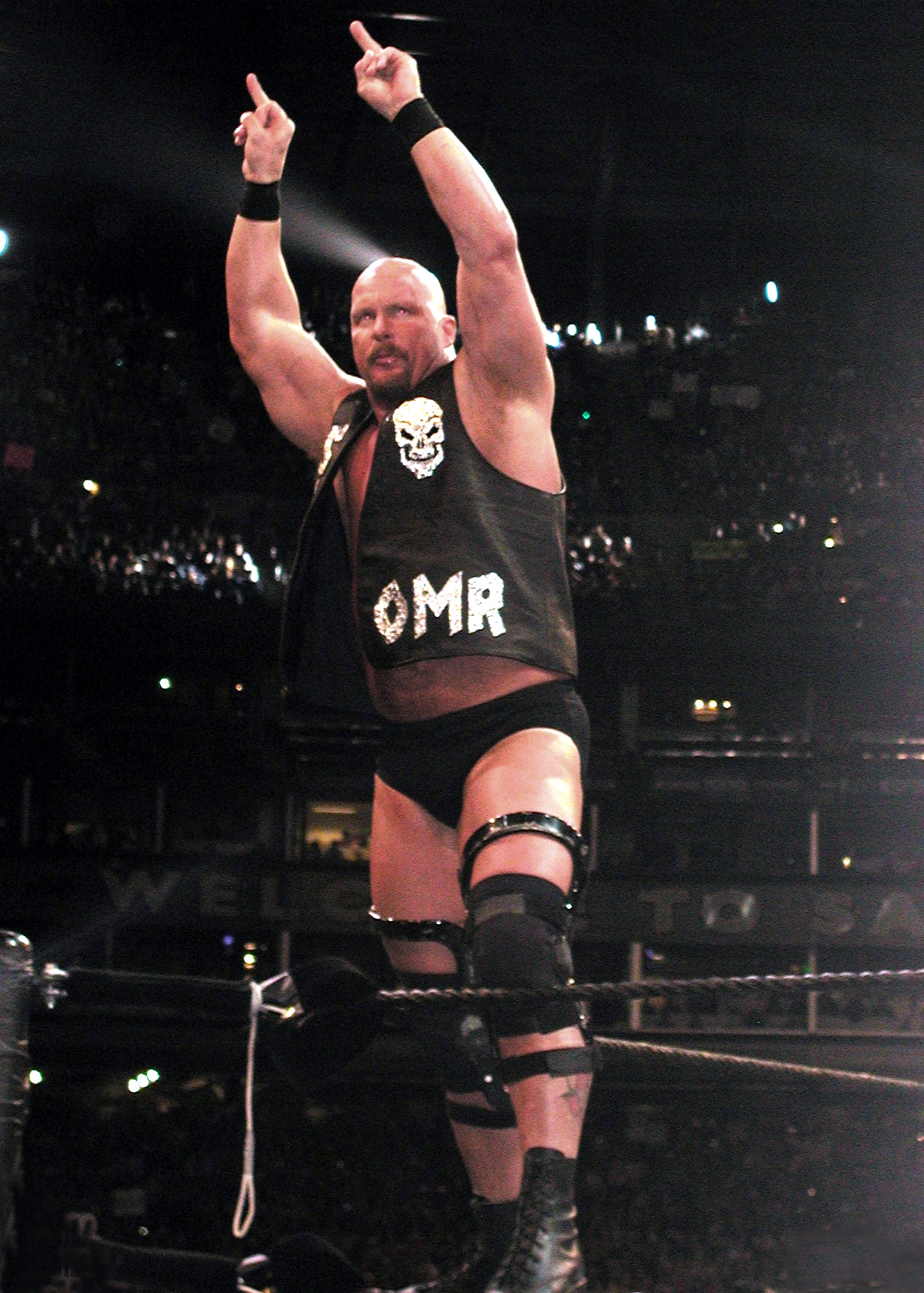
Austin faisant son entrée.

Cette rivalité coïncide avec un regain de popularité de la lutte professionnelle à travers l’Amérique, et Stone Cold est perçu par plusieurs comme étant l’un des principaux artisans de cette renaissance.
Le 22 septembre 1997, lors d'une édition de Raw is War, alors qu'Owen Hart parle au micro, Austin l'attaque après qu'il l'a gravement blessé au cou à Summerslam 1997 à la suite d'un Piledriver. Il veut ensuite s'en prendre aux officiers de police autour du ring mais Vince McMahon l'en empêche, affirmant qu'il n'est pas en état de se battre. Après avoir déclaré le respect qu'il a pour lui et la WWF, Austin attaque McMahon et lui assène son stunner. Austin est ensuite arrêté par les policiers.
Cela marque le début de la feud entre Steve et McMahon. Après le départ de Bret Hart, Shawn Michaels et Steve Austin sont devenus les deux plus grosses superstars de la WWF. Austin confirme son statut en gagnant le Royal Rumble 1998 où il élimine The Rock en dernier pour la victoire. Le lendemain lors de Raw, Mike Tyson est invité par Vince McMahon à venir sur le ring mais Austin les interrompt, déclarant que Tyson devrait se mêler de ses affaires, et finit son discours en lui adressant deux doigts d'honneur, ce qui provoque une bagarre générale dans le ring entre les gardes du corps de Tyson et Austin. Plus tard, il est annoncé que Tyson aura le rôle de special enforcer lors du main event de Wrestlemania XIV en se rangeant aux côtés du champion de la WWF Shawn Michaels. Cependant, durant leur match, Tyson trahit Michaels en le frappant dans le dos de l'arbitre, profitant ainsi à Austin qui obtient la victoire et devient pour la première fois WWF Champion. Cela marque en outre le début de l'« Ère Austin » et le début de l'Attitude Era.
Lors du Raw du lendemain, Vince McMahon présente la nouvelle ceinture de champion de la WWF et exprime par la même occasion son incompréhension à propos du caractère rebelle de Stone Cold. Ce dernier lui répond par un stunner. Mais la semaine suivante, Austin semble avoir changé d'avis et vient sur le ring habillé en costume. McMahon prend alors une photo avec celui qu'il désignait déjà comme le corporate champion. Mais Austin attaque ensuite McMahon et déclare qu'il ne changera jamais son style rebelle.
En avril 1998, Austin devait affronter McMahon qui allait combattre dans son premier match. Mais le combat n'a finalement pas lieu puisque Dude Love intervient au début. À Over the Edge: In Your House, Austin et Dude Love s'affrontent pour le WWF Championship et Austin conserve sa ceinture malgré les distractions de Vince ainsi que de ses Corporate Stooges (Gerald Brisco et Pat Patterson).

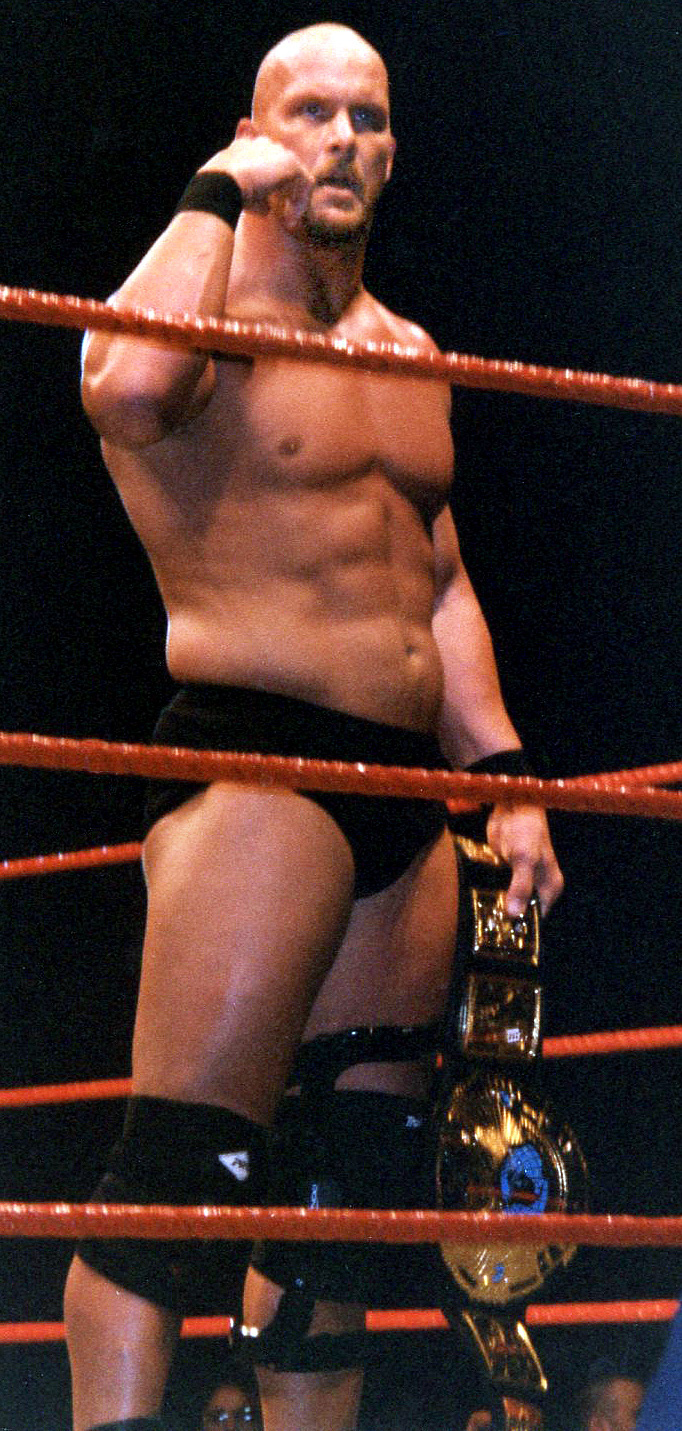
Austin en tant que WWF Champion.

McMahon continue de faire tout ce qu'il peut pour mettre fin au règne de Austin, ce qui sera payant au King of the Ring 1998 où Steve perd dans un First Blood Match contre Kane après plusieurs interventions. Mais Austin regagne aussitôt le titre le lendemain à Raw pour devenir une seconde fois WWF Champion. Il bat aussi Undertaker à Summerslam 1998. McMahon annonce alors un Triple threat match à Breakdown: In Your House où Kane et Undertaker font le tombé sur Austin en même temps. Le titre est alors laissé vacant et McMahon décide de le remettre au vainqueur du match entre Kane et Undertaker dont Austin sera le special referee. Pendant le match, Austin refuse de compter les tombés et attaque les deux frères. McMahon renvoie alors Austin de la fédération. Cependant, il revient pour kidnapper McMahon et l'afficher au milieu du ring en le braquant avec un pistolet Bang! 3:16 sur la tête. Plus tard, Shane McMahon fait resigner un contrat à Steve Austin. Lors du tournoi Deadly Games organisé aux Survivor Series 1998 pour le titre vacant de la WWF, Austin perd en demi-finale contre Mankind à cause d'une intervention de Shane McMahon. Le lendemain à Raw, Austin bat le nouveau champion de la WWF The Rock par disqualification après que l'Undertaker a frappé Austin avec une pelle. À Rock Bottom: In Your House, Austin bat Undertaker dans un Buried Alive match après que Kane effectue un Tombstone piledriver sur son frère. Grâce à cette victoire, Steve se qualifie pour le Royal Rumble 1999.
Austin a une nouvelle chance de revanche sur McMahon lors de ce Royal Rumble. En effet, l'un rentre premier et l'autre deuxième, mais très vite la bagarre entre les deux dégénère et les conduit dans les vestiaires où des membres de la Corporation attaquent Austin qui est ensuite d'ailleurs emmené en ambulance. Stone Cold revient tout de même dans le match et élimine le The Big Boss Man après un stunner. Alors qu'il ne reste plus que McMahon et Austin, The Rock interfère en faveur de McMahon faisant gagner le Royal Rumble match à ce dernier.
Le commissionnaire qui était alors Shawn Michaels décide qu'au pay-per-view St. Valentine's Day Massacre, Steve affrontera Vince dans un Steel Cage match pour déterminer qui sera l'adversaire de The Rock lors de Wrestlemania XV. Mais pendant leur match, Big Show, faisant ainsi ses débuts à la WWF, pénètre dans la cage, attaque et projette Austin tellement violemment à travers la cage qu'elle cède et emportant ainsi Austin à l'extérieur pour le voir donc devenir challenger numéro un pour le titre à Wrestlemania. Comme prévu, The Rattlesnake affronte The Rock et le bat en gagnant pour la troisième fois le WWF Championship.
La guerre entre Austin et la The Corporation n'était pas finie puisque qu'à Backlash 1999, The Rock avait le droit à un match revanche contre Austin avec Shane McMahon comme arbitre spécial. Pendant le match, Vince se dirigeait vers le ring avec Earl Hebner alors que Shane était gardé hors du ring par son père. À la fin Vince remettait la Smoking Skull belt à Austin qui avait gagné le match. Cependant, Austin perdait sa ceinture à Over the Edge 1999 aux mains de l'Undertaker. À cause des récents problèmes qu'il y avait eu entre Vince McMahon et sa fille Stephanie McMahon, Linda McMahon désignait Stone Cold comme Chief executive officer (PDG) de la fédération. Vince et Shane mettaient alors en jeu le titre, obtenu par l'Undertaker, dans un Handicap Ladder match à King of the Ring où les McMahon gagnaient et conservaient donc le titre. Le lendemain à Raw, Austin profitait de son statut de CEO pour avoir un match de championnat face à l'Undertaker qu'il vaincra, obtenant donc son quatrième titre de champion WWF.
Austin garde sa ceinture jusqu'à Summerslam 1999 où il la perd contre Mankind dans un Triple Threat Match incluant également Triple H. Aux Survivor Series 1999, alors que Triple H a récupéré le titre, Stone Cold doit participer à un Triple Threat match l'opposant à Triple H et à The Rock, mais avant leur match une voiture renverse Austin dans le parking l'empêchant donc de combattre. Il est alors remplacé par Big Show qui remporte le match. En réalité, Austin doit subir une opération chirurgicale à la suite d'une blessure au cou qu'il a contractée en 1997 contre Owen Hart et qu'il n'avait pas soigné depuis. Austin restera écarté des rings pendant presque une année.

#### Power Trip (2000-2001)
En avril 2000, à Backlash, Austin fait une apparition surprise lors du main event en attaquant Triple H et Vince McMahon pour faire gagner le match à The Rock. Steve fait son retour officiel à Unforgiven 2000 et essaie de trouver qui l'a renversé aux Survivor Series 1999. Rikishi avoue être l'auteur de cette attaque car il pensait qu'Austin était un raciste et qu'il incarnait le mal de la société blanche. À No Mercy 2000, Austin bat Rikishi mais il apprend ensuite que c'est Triple H qui est à l'origine de cette attaque afin de protéger son titre de champion et sa carrière du danger que représentait Stone Cold. Les deux ennemis se retrouvent aux Survivor Series 2000 mais le match se termine en no contest. En effet, Austin et Triple H se sont battus jusque dans le parking où Austin utilise une grue, pour soulever la voiture dans laquelle Triple H s'était enfermé, et la faire retomber.
Austin participe par la suite à son deuxième Hell in a Cell match à Armageddon 2000. Ce match inclut entre autres le champion WWF Kurt Angle, The Rock, Triple H, Undertaker et Rikishi. C'est finalement Kurt Angle qui gagne le match et conserve sa ceinture.
En janvier 2001, Austin gagne son troisième Royal Rumble après avoir éliminé Kane. Sa feud avec Triple H prend fin à No Way Out 2001 dans un 3 Stages of Hell match (un match simple, un Street Fight match et un Steel Cage), match où Triple H gagne en remportant 2 matchs sur 3. À Wrestlemania X-Seven, Austin devient pour la cinquième fois WWF Championship et fait un heel turn après s'être acharné sur The Rock avec une chaise avec l'aide de Vince McMahon. À la fin du match, il boira même des bières avec lui. Ce heel turn le fera changer considérablement de caractère au cours des mois suivants, de même que sa relation avec les fans qui ne respectent plus Stone Cold comme auparavant. Ce dernier devient aussi très proche de M. McMahon, pourtant son pire ennemi à une époque. Le lendemain de WrestleMania, The Rock a un match revanche contre Austin dans un Steel Cage match. Mais le match est perturbé par l'intervention de Triple H qui frappe The Rock avec son sledgehammer, alors que tous pensaient qu'il allait attaquer Austin à cause de leur récente rivalité. Steve Austin et Triple H forment alors l'équipe The Two-Men Power Trip.
La WWF place alors Austin et Triple H comme les top heels de la compagnie. Ils ont une feud contre Undertaker et Kane en avril et mai 2001. Ils les battent pour le WWF World Tag Team Championship à Backlash 2001 et détiennent en plus le WWF Championship grâce à Austin et le WWF Intercontinental Championship de Triple H. Cependant, Triple H perd sa ceinture contre Kane au pay-per-view suivant Judgment Day 2001. Lors du Raw is War du lendemain, The Two-Man Power Trip affrontent Chris Jericho et Chris Benoit pour les ceintures par équipe. Pendant le match, Triple H se blesse au quadriceps et ils perdent leur match pour céder leurs ceintures par équipe. À la fin du match, Triple H frappe accidentellement Austin avec son sledgehammer. Mais la blessure de Triple H étant trop importante, il doit rester hors des rings pendant plusieurs mois.

#### The Invasion (2001)
Austin en feud avec Jericho et Benoit, ils s'affrontent alors dans un Triple Threat match au King of the Ring 2001. Malgré un match très disputé et l'intervention de Booker T, Austin conserve son WWF Championship. Cette feud prend fin avec la blessure au cou de Benoit pendant le match.
En juillet 2001, avec la blessure de Benoit, la feud Austin/Jericho prend donc fin. De plus, avec Triple H blessé et The Rock qui tourne Le Retour de la momie, la WWF met en place rapidement la storyline de l'Invasion. Vince McMahon semble alors impuissant face à l'Alliance qui arrive à récupérer de leurs côtés certains talents de la WWF, notamment Austin puis Kurt Angle. Austin fait savoir qu'il est contre l'idée de faire équipe avec Angle car il le voit comme une menace pour son titre. McMahon, frustré par l'attitude de Stone Cold, le supplie de retrouver l'esprit combattif qu'il avait auparavant, allant même jusqu'à lui demander qu'il lui fasse un Stunner. Après cela, Austin se montre déprimé et quitte l'arène. Cependant, la semaine avant Invasion, Stone Cold revient et aide les membres de l'équipe de la WWF en portant des stunners aux membres de l'Alliance. Toutefois, Austin trahit son équipe à WWF Invasion en frappant Angle, laissant donc la victoire à l'Alliance dont Austin devient le leader. Selon Austin, sa réaction est due à Vince McMahon pensant qu'il soutenait Angle à prendre sa place.
Austin perd son titre à Unforgiven 2001, mais le regagne dans l'épisode du 8 octobre 2001 de Raw is War. À ce moment-là, Angle rejoint aussi l'Alliance. Dans la mesure où l'angle de l'Invasion se prolonge, il fut décidé d'un match entre l'Alliance de Stone Cold et une équipe de catcheurs de la WWF, dirigée par The Rock, aux Survivor Series 2001. Austin et son équipe perdent après qu'Angle les a trahis, mettant fin à l'angle de l'Invasion. Le lendemain à Raw, McMahon est sur le point de donner le WWF Championship à Angle pour ses actions la veille mais Ric Flair revient à la WWF et annonce qu'il rachète la moitié de la compagnie. Austin vient alors s'en mêler et inflige un Stunner à Angle et McMahon, conservant ainsi son titre. Il célèbre le tout par un beer bash avec Ric Flair, redevenant face par la même occasion. Austin garde son titre encore un mois avant de le perdre à Vengeance 2001 contre Chris Jericho grâce à une intervention de Booker T. Jericho bat le même soir The Rock et Austin pour le WCW World Heavyweight Championship et le WWF Championship, devenant le premier WWF Undisputed Champion. Après cela, Austin a une feud avec Booker T. Ils ont alors un segment où ils se battent dans un supermarché.

#### La fin de l'Ère Austin et retraite (2002-2003)

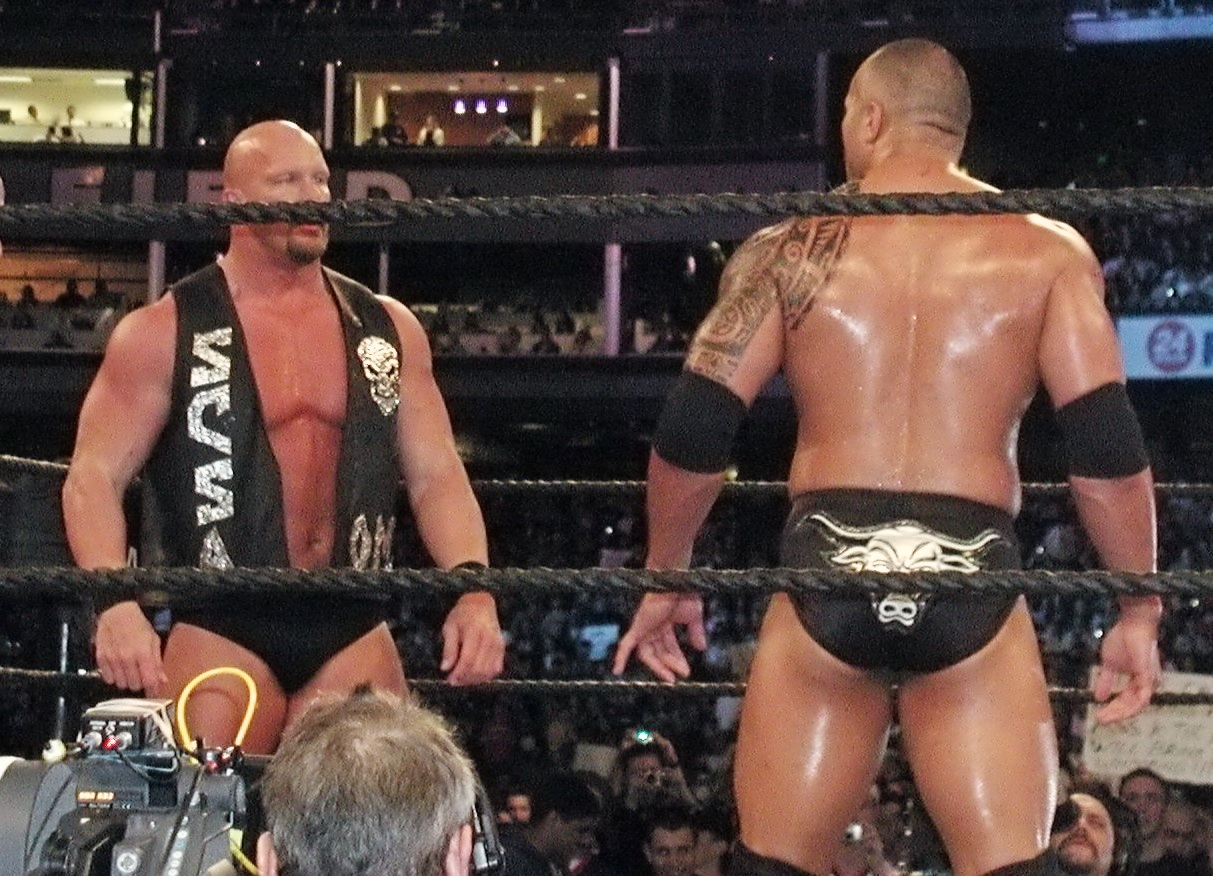
WrestleMania XIX, Austin contre The Rock.

En 2002, bien qu'il soit face, Austin n'est plus aussi populaire qu'il ne l'a été, laissant sa place de top face à Triple H qui revient de blessure. Au début de l'année, Vince McMahon a re-signé Hulk Hogan, Kevin Nash et Scott Hall pour reformer la nWo, qui s'attaquent alors à Austin et The Rock. Austin devait à l'origine combattre Hogan à WrestleMania, mais avec leur désaccord sur la fin du match, The Rock prend la place d'Austin pour battre Hogan. À WrestleMania X8, Austin gagne son match contre Scott Hall. Après cela, Austin prend une semaine de congé, refusant de se présenter le lendemain à Raw.
Austin revient dans l'édition du 1er avril 2002, le premier Raw depuis la Brand Extension. Au cours de ce show, Austin doit décider du roster dans lequel il veut être intégré et il choisit Raw. Il commence une feud avec Undertaker et ils ont un match à Backlash pour déterminer le prétendant au WWF Undisputed Championship, match perdu pour Austin. Plus tard, il est trahi par Big Show, qui rejoint la nWo, et par Ric Flair. Il les bat dans un handicap match à Judgment Day. Austin fait sa dernière apparition le 3 juin 2002 lorsqu'il bat Ric Flair dans un match où si ce dernier perdait, il deviendrait le serviteur d'Austin. Austin ne se présente plus dans les autres épisodes de Raw et l'angle fut stoppé. Selon lui, il ne se présente plus car les storylines proposées par l'équipe créative ne lui plaisent plus. Ainsi, il est absent pendant neuf mois. Ennuyé et réduit, Austin commence à avoir des problèmes en backstage comme avec Eddie Guerrero, tandis qu'il se prépare en même temps pour une feud contre Brock Lesnar. Cependant, il refuse de perdre des matchs contre Lesnar et comme il est en désaccord avec les bookers, il quitte la compagnie. Austin explique plus tard qu'il n'aurait pas fallu une surexposition d'un des deux catcheurs car lui d'un côté, était usé, comparé à un jeune comme Lesnar ; mais d'un autre côté, il voyait mal Lesnar écraser une superstar de son calibre. Plus tard, des détracteurs accuseront Austin de disputes violentes avec sa femme Debra.
En février 2003, Austin fait son retour à la WWE, à No Way Out dans un match court contre Eric Bischoff. Il est battu à Wrestlemania XIX par The Rock qui est auparavant devenu heel.
Le lendemain à Raw, il est renvoyé par Eric Bischoff pour des raisons médicales mais réengagé par Linda McMahon qui le nomme Co-General Manager de Raw. Dans l'édition de Raw du 17 novembre 2003, Austin est renvoyé après que son équipe de cinq catcheurs, qu'il a choisis lui-même, a perdu face à l'équipe de Bischoff aux Survivor Series 2003.

### Apparitions occasionnelles et Hall of Fame (2003-...)

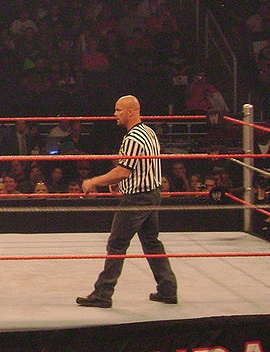
Austin arbitrait certains matchs après avoir pris sa retraite.

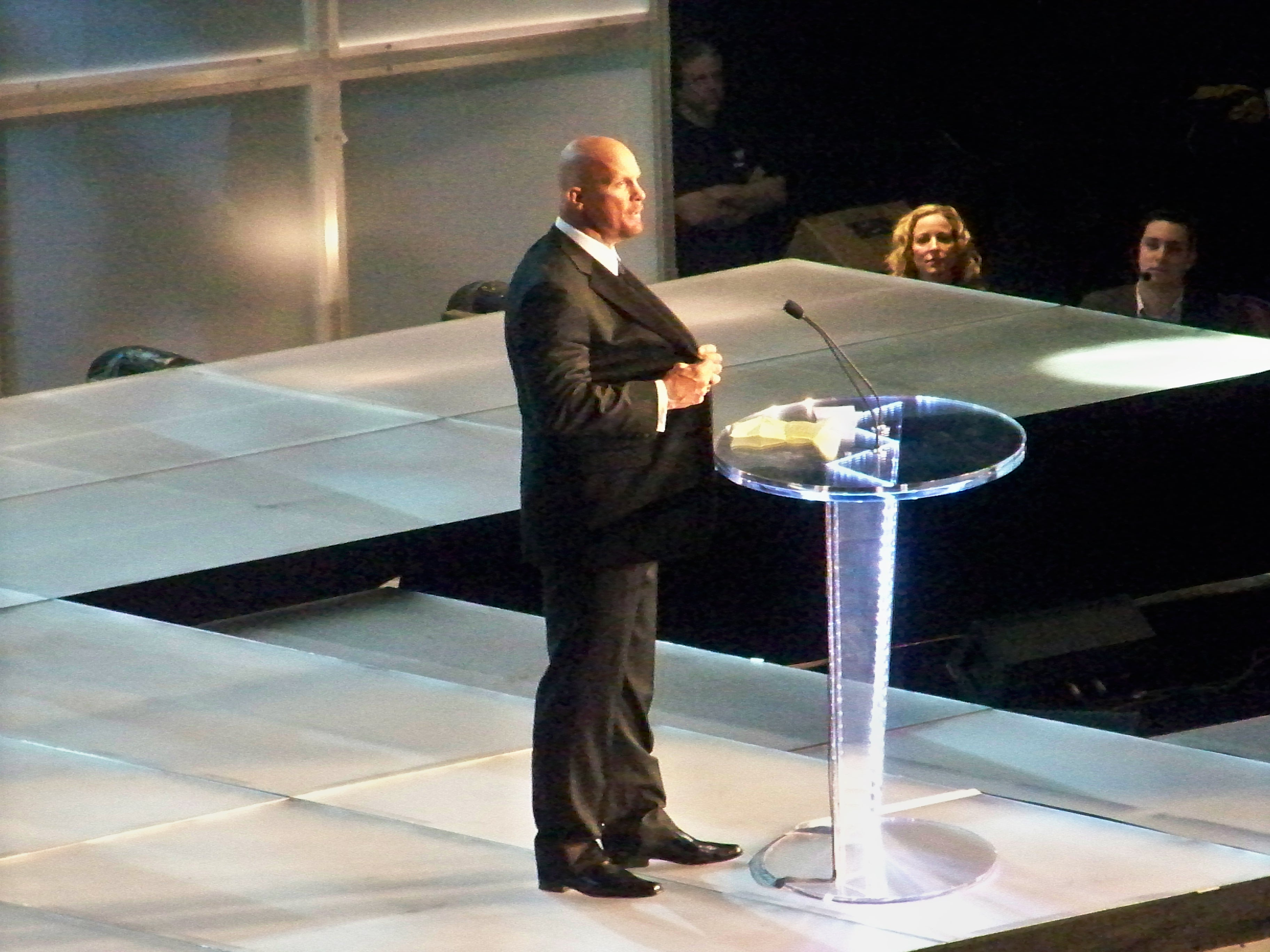
Stone Cold est introduit au Hall of Fame de la WWE en 2009.

Austin revient devant les écrans de la WWE à la fin 2003 en prenant part au Tribute to the Troops en Irak.
Il revient à Raw le 29 décembre en tant que "Sheriff". À WrestleMania XX il est l'arbitre spécial du match entre Goldberg contre Brock Lesnar.
Austin revient à la WWE pour WrestleMania 21, où il participe au Piper's Pitt de Roddy Piper. Il a effectué un 10e retour lors du retour de la WWE dans le cadre de RAW Homecoming.
Austin est retourné à la WWE pour un beer drinking contest contre JBL au WWE Saturday Night's Main Event en mars 2006, match déclaré non contest quand Austin voit JBL tricher.
Austin est retourné à WWE en mars 2007 pour le film produit par la WWE, Les Condamnés. Le 23 mars 2007, Stone Cold intronise son ami Jim Ross au WWE Hall of Fame.
Au cours de WrestleMania 23, Austin est impliqué dans la bataille des milliardaires en étant désigné comme arbitre spécial. Le match oppose Bobby Lashley, qui représente Donald Trump, et Umaga, qui représente Vince McMahon, dans un Hair vs Hair Match. Durant et après le match, Austin porte des Stone Cold Stunners à Umaga, Vince McMahon, Shane McMahon et Donald Trump. Il est aussi apparu le 11 juin 2007 à Raw dans le McMahon Appreciation Night. Stone Cold apparait à Raw pour commenter la mort de Chris Benoit. Le 16 juillet à Raw, Austin apparait dans une vidéo pour prédire le match entre John Cena et Bobby Lashley à The Great American Bash.
Lors de Cyber Sunday 2007, Stone Cold arbitre le match entre The Undertaker et Batista pour le World Heavyweight Championship de Batista.
Lors de Cyber Sunday 2008, Stone Cold arbitre le match entre Chris Jericho et Batista pour le World Heavyweight Championship avec 74 % des voix, face à Randy Orton.
Le 4 avril 2009, Steve Austin est introduit par Vince McMahon lors de la cérémonie du Hall of Fame de la WWE la veille de WrestleMania XXV. Lors de la présentation des Hall of Famers 2009 à Wrestlemania XXV, Austin débarque avec un quad et célèbre sur le ring en donnant notamment une bière à John Cena ou encore à Jim Ross.
Austin revient à Raw le 15 mars 2010 en tant que Guest Host d'un soir où il supervise la signature de contrat du No Holds Barred match de Bret Hart contre Vince McMahon à WrestleMania XXVI.
La WWE annonce qu'il sera le présentateur de l'émission WWE Tough Enough en 2011 qui débutera le jour suivant Wrestlemania XXVII.
Steve Austin arbitre le match opposant Michael Cole à Jerry "The King" Lawler lors de Wrestlemania XXVII, qui sera remporté par Michael Cole par décision du manager général anonyme. Le lendemain à Raw, il présente les 14 participants de l'émission WWE Tough Enough qui sera diffusé juste après le show. Il se fait ensuite interrompre par The Miz, victorieux face à John Cena lors de WrestleMania. Son manager, Alex Riley, attaque ensuite Stone Cold avant que celui-ci reprenne l'avantage et le passe à tabac. Il lui portera un Stone Cold Stunner. Le 6 juin à Raw, Stone Cold est chargé d'annoncer le nom du vainqueur de Tough Enough. C'est Andy Leavine qui remportera la victoire face à l'autre finaliste, Luke Robinson. Il portera un Stone Cold Stunner à Andy avant de lui serrer la main. Plus tard dans la soirée, Austin arbitre le match par équipe qui oppose John Cena et Alex Riley contre R-Truth et The Miz. À la fin de ce match, alors qu'il attribue la victoire à Cena et Riley, le general manager récuse sa décision pour son comportement. Austin décide alors de prendre la place du general manager avant de porter un Stone Cold Stunner au porte-parole, Michael Cole.
Lors de WrestleMania 32, Stone Cold fait un retour, et porte un Stunner sur Xavier Woods alors que celui-ci, voulait faire danser Stone Cold.
Lors du 25e anniversaire de Raw, le 22 janvier 2018, il porte son Stunner deux fois sur Shane McMahon et une fois sur Vince McMahon.
Le 22 juillet 2019, lors de Raw Reunion, il fait un discours sur le ring où il remercie tous les fans en les désignant comme sa famille ainsi que toutes les Légendes et Hall of Famer présent. Il boit ensuite des bières et il invite les Légendes et Hall of Famer à le rejoindre sur le ring.
Lors de WrestleMania 38, il fait son retour sur les rings après 19 ans où il bat Kevin Owens dans un No Holds Barred match.

## Discours de King of the Ring 1996
Le 23 juin 1996, Austin atteint la finale du King of the Ring en battant Marc Mero. En finale, il affronte et bat Jake Roberts et devient le quatrième King of the Ring (Roi du Ring) de l'histoire. Après le combat, Austin fera un discours qui marquera un tournant dans son personnage, débutant le personnage de "Austin 3:16". Pour beaucoup, ce discours fut les prémices de ce qui engendrera plus tard l'ère Attitude, période où les émissions la WWF étaient principalement réservées aux jeunes adultes et adultes, notamment avec un excès de violence, de sang, de l'alcool ou encore de sexe.
Discours :
"Ma première décision sera de faire sortir ce merdeux (Jake Roberts) de mon ring ! Ne le faites pas simplement sortir du ring, faites-le sortir de la WWF. Parce que mon vieux, je viens de prouver que t'as plus ce qu'il faut pour y rester, c'est évident. Tu t'assois là et tu lis ta  Bible, et tu récites tes prières, et ça t'as mené nulle part. Tu parles de tes psaumes, tu parles de Jean 3:16... Austin 3:16 dit : « Je viens de te botter le cul ! ». Tout ce qu'il a à faire, c'est d'aller s'acheter une bouteille bon marché pour essayer de retrouver un peu de courage qu'il avait dans sa jeunesse. En tant que King of the Ring, je préfère informer toutes les Superstars de la WWF. Peu importe qui ils sont, ils sont sur la liste et pas n'importe laquelle : la liste de Stone Cold. Et je compte bien leur passer sur le corps, à tous ! Et en ce qui concerne ce match pour le titre, mon pote, je me fous de savoir si ce sera Davey Boy Smith ou Shawn Michaels. Le temps de Steve Austin est arrivé, et je n'attends que l'occasion pour devenir le prochain WWF Champion. C'est tout ce qui compte, parce que Stone Cold le dit !"

## Autres
- Il apparaît dans l'émission Celebrity Deathmatch (MTV Idol, MTV) comme homme de main faisant revenir les célébrités défuntes pour un ultime combat (Bob Marley notamment)
- Le groupe Disturbed a fait un remix du thème de Stone Cold. Ce remix a été utilisé lors de WWF Unforgiven en 2000 jusqu'à ce que Stone Cold rejoigne l'Alliance en juillet 2001.
- Il fait partie du roster de Legend Of Wrestlemania et de WWE SmackDown vs. Raw 2006, 2007, 2008, 2009, 2010 (en DLC) et 2011 ainsi que dans WWE '12, WWE '13, WWE 2K14, WWE 2K15, WWE 2K16, WWE 2K17, WWE 2K18 et dans WWE 2K19.
- Il est le catcheur figurant sur la jaquette de WWE 2K16.
- Lors de la cérémonie d'intronisation au WWE Hall Of Fame, Il offrit une bière (en hommage à sa Gimmicks) à John Cena, la WWE a intérprété cette action de Stone Cold comme un passage de pouvoir en tant que Visage de la WWE.

## Palmarès
- World Wrestling Federation/Entertainment
  - 6 fois Champion de la WWF
  - 2 fois Champion Intercontinental de la WWF
  - 1 fois Champion Million Dollar
  - 4 fois Champion du Monde par équipes de la WWF
    - 1 fois avec Shawn Michaels
    - 1 fois avec Dude Love
    - 1 fois avec The Undertaker
    - 1 fois avec Triple H

  - Vainqueur du King of the Ring 1996
  - Vainqueur du Royal Rumble 1997, 1998 et 2001
  - Hall of Famer depuis 2009
- World Championship Wrestling
  - 2 fois Champion des États-Unis de la WCW (règne le plus court)
  - 2 fois Champion du Monde de la Télévision de la WCW
  - 1 fois Champion du Monde par équipes de la WCW avec Brian Pillman

## Récompenses de magazines
- Pro Wrestling Illustrated

Match De L'Année En 2001 Contre The Rock No Disqualification Match A WrestleMania X-Seven
- - Élu catcheur de l'année 2000 par les fans

| Année     | 1991   | 1992   | 1993   | 1994   | 1995   | 1996   | 1997   | 1998   | 1999   | 2000   | 2001   | 2002   |
| Rang      | 31     | 10     | 23     | 6      | 43     | 22     | 3      | 1      | 1      | NC     | 2      | 13     |
| Référence | [ 19 ] | [ 20 ] | [ 21 ] | [ 22 ] | [ 23 ] | [ 24 ] | [ 25 ] | [ 26 ] | [ 27 ] | [ 28 ] | [ 29 ] | [ 30 ] |

- - Catcheur de l'année 1998 et 1999
  - Rivalité de l'année 1997 contre Bret Hart et 1998/1999 contre Vince McMahon
  - Catcheur le plus populaire de l'année 1998
- Wrestling Observer Newsletter 
  - Catcheur de l'année 1998
  - Rivalité de l'année 1997 contre The Hart Foundation et 1998 & 1999 contre Vince McMahon
  - Meilleur en interview de 1996, 1997, 1998 et 2001
  - Catcheur le plus charismatique (populaire) 1997 et 1998
  - Meilleur bagarreur (Bruiser Brody Award) 2001
  - Match de l'année 1997 contre Bret Hart à Wrestlemania 13 (Submission Match)
- Matchs 5 étoiles:
  - Steve Austin, Rick Rude, Arn Anderson, Bobby Eaton & Larry Zybsko contre Sting (wrestler), Dustin Rhodes, Ricky Steamboat, Barry Windham & Nikita Volkoff à WrestleWar 1992 (WarGames Match)
  - Steve Austin contre Bret Hart à Wrestlemania 13 (Submission Match)

## Filmographie

### Cinéma
| Année | Film                                | Rôle            | Notes |
| ----- | ----------------------------------- | --------------- | ----- |
| 1998  | Hitman Hart: Wrestling with Shadows | Propre rôle     |       |
| 1999  | Au-delà du ring                     | Propre rôle     |       |
| 2005  | Mi-temps au mitard                  | Guard Dunham    |       |
| 2007  | Les Condamnés                       | Jack Conrad     |       |
| 2009  | Damage                              | John Brickner   |       |
| 2010  | Hunt to Kill                        | Jim Rhodes      |       |
| 2010  | The Stranger                        | The Stranger    |       |
| 2010  | Expendables : Unité spéciale        | Dan Paine       |       |
| 2011  | Représailles                        | Ryan Varrett    |       |
| 2011  | Knockout                            | Dan Barnes      |       |
| 2011  | Tactical Force                      | Tate            |       |
| 2012  | Maximum Conviction                  | Manning         |       |
| 2012  | Killers Game (The Package)          | Tommy Wick      |       |
| 2013  | Copains pour toujours 2             | Tommy Cavanaugh |       |
| 2015  | Chain of command                    | Ray Peters      |       |

### Télévision
| Année     | Film                 | Rôle                | Notes         |
| --------- | -------------------- | ------------------- | ------------- |
| 1998-2002 | Celebrity Deathmatch | Propre rôle         | 4 saisons     |
| 1999–2000 | Nash Bridges         | Détective Jake Cage | Six épisodes  |
| 2000      | Dilbert              | Propre rôle         | Un épisode    |
| 2005      | The Bernie Mac Show  | Propre rôle         | Un épisode    |
| 2010      | Chuck                | Hugo Panzer         | Deux épisodes |
| 2011      | WWE Tough Enough     | Propre rôle         | 10 épisodes   |

### DVD
- WWE: WWF: Hell Yeah - Stone Cold's Saga Continues (1999)
- WWE: The Legacy of Stone Cold Steve Austin (2008)
- WWE: Stone Cold Steve Austin: The Bottom Line on the Most Popular Superstar of All Time (2011)

## Livres
Autobiographie : The Stone Cold Truth par Dennis Brent